# Galipura Kaval, Holenarsipur
Galipura Kaval là một làng thuộc tehsil Hole Narsipur, huyện Hassan, bang Karnataka, Ấn Độ.